# Board of Longitude
Der Board of Longitude (engl. für 'Längenausschuss') wurde 1714 vom britischen Parlament nach dem Untergang einer Flotte bei den Scilly-Inseln durch einen Navigationsfehler einberufen. Aufgabe des Gremiums war das Erteilen von Forschungsaufträgen und Verleihen von Preisen für die Lösung des Längenproblems. Das Gremium bestand einerseits zur Hälfte aus Mathematikern und Astronomen, sowie aus Vertretern der Admiralität, der Militärmarine und der Handelsschifffahrt, andererseits, also zur anderen Hälfte, aus Parlamentariern und aus von den Commons ernannten Vertretern. Für eine brauchbare Lösung des Längenproblems wurden 20.000 Pfund Sterling [£] ausgelobt, wobei sich das Preisgeld je nach Genauigkeit der gefundenen und akzeptierten Methode verringerte: bei einer Genauigkeit von höchstens einem halben Grad Abweichung 20.000 £ und bei einer Genauigkeit bis zu einem ganzen Grad Abweichung immer noch 10.000 £. Das Board of Longitude tagte erstmals 1737, als John Harrison seine Uhr als Lösung vorstellte. Die nicht unkomplizierte Anerkennung als Lösung wird im Artikel zu John Harrison näher beschrieben.
Nach der Lösung des Problems wurde das Gremium 1828 aufgelöst und durch das Resident Committee for Scientific Advice for the Admiralty ('Komitee zur wissenschaftlichen Beratung der Admiralität') ersetzt.